# Julio Comesaña
Julio Avelino Comesaña López (Montevideo, Uruguay; 10 de marzo de 1948) es un exfutbolista y entrenador profesional uruguayo nacionalizado colombiano que jugó como centrocampista. Como director técnico, es reconocido por ser el entrenador más ganador de la historia del Club Junior de Barranquilla con cinco títulos, además de terminar subcampeón de la Copa Sudamericana 2018.

## Como jugador

#### Amateur
Se inició en las divisiones menores del Peñarol entre 1964 y 1967.

#### Profesional
Debutó profesionalmente en Racing en 1967, y al año siguiente jugó para Gimnasia y Esgrima hasta 1970. En 1971 fue contratado por Kimberley y en 1972 viajó a Bogotá a jugar para Millonarios. En 1973 jugó para el Junior, igualmente de Colombia; un año después regresó a Uruguay a jugar con el Danubio. Retornó a Barranquilla para jugar con el Junior de 1975 a 1979, con el cual salió campeón en 1977 como jugador. En 1980 jugó con el Unión Magdalena. Se retiró en el DIM de  Medellín.

## Como entrenador
Su carrera de director técnico inició en Colombia. Su primera etapa fue con el Independiente Medellín entre 1982 y 1986; al año siguiente dirigió al Deportivo Cali y en 1988 estuvo en Paraguay con el equipo Guaraní, para 1990 y luego de 16 años por fuera de su natal Uruguay llega al Danubio Fútbol Club en reemplazo del entrenador Ildo Maneiro.

#### Primer campeonato ganado como DT
Como entrenador del Junior tiene su primera etapa en 1991, en 1992 tiene su segunda experiencia con el Independiente Medellín. Al año siguiente regresa al Junior de Barranquilla y es campeón del Campeonato 1993, después dirige al Santa Fe y Deportes Tolima; luego en la temporada 1996 dirige tan solo en 2 partidos a la Unión Española de Chile.
Nevamente se vincula al Junior de Barranquilla de 1996 a 1997, en 1998 dirige las divisiones inferiores del Independiente Medellín y posteriormente también mánager, cargos que ocuparía hasta enero de 2002. Vuelve al Junior y pasa al Santa Fe, en 2005, fue director técnico del Deportivo Cuenca del Ecuador; de regreso a Colombia, asumió el cargo en el Real Cartagena, y posteriormente dirigió al Junior hasta el año 2009, donde fue subcampeón del torneo Apertura. En el segundo semestre dejó el cargo y pasó a ser reemplazado por Diego Edison Umaña para la temporada 2010.

#### Asesor General de Selecciones Nacionales de Colombia
Para el año 2011 es nombrado para dirigir al Deportivo Pereira, donde se queda hasta septiembre del mismo año. Después fue nombrado Asesor General de Selecciones Nacionales junto a Leonel Álvarez. Este nuevo cargo se le dio tras la salida de Francisco Maturana debido a la destitución de Hernán Darío Gómez como entrenador de la Selección Colombia. Tendría la misión de revisar todas la selecciones en sus diferentes categorías; y sobre todo la misión de llevar a Colombia a Brasil 2014, lo cual no lograron al ser destituidos y reemplazados por José Pékerman.
En marzo de 2012 fue nombrado técnico de Deportivo Cali, sucediendo en el cargo a Rubén Darío Insúa. En el segundo semestre de 2012 renuncia debido a los malos resultados que tuvo el Deportivo Cali. Es remplazado por Héctor Cárdenas, técnico de las divisiones inferiores del Club.
Para el primer semestre del año 2014 es designado nuevo entrenador del Junior al que logró llevar hasta la final pero fue derrotado por Atlético Nacional, consiguiendo el subcampeonato.

#### Regreso a Uruguay
El 6 de octubre de 2015 es contratado para dirigir al Sud América, para sustituir al argentino Jorge Vivaldo que estuvo 15 meses dirigiendo. Comesaña toma las riendas para sacar al equipo de los últimos puestos del campeonato uruguayo, volviendo a dirigir en su país después de 25 años. En septiembre de 2016 se desvincula de Racing.
Volvería al Junior de Barranquilla después de ser destituido Alberto Gamero de su cargo; en noviembre del 2017 sería campeón de la Copa Colombia 2017. Además, llegó a semifinales de la Copa Sudamericana 2017 donde fueron eliminados por Flamengo de Brasil. Luego de esto, sería sustituido por Alexis Mendoza para el año 2018.

#### Subcampeón Copa Sudamericana
Sin embargo, Comesaña volvería al Junior en abril de 2018 tras el despido de Mendoza luego de quedar eliminado en la Copa Colombia 2018 ante Atlético Nacional y en la Copa Libertadores 2018 en la fase de grupos. En el segundo semestre dirigiría en la Copa Sudamericana 2018 perdiendo la final ante Athletico Paranaense por penaltis y obtendría el Torneo Finalización 2018. Luego de renunciar al cuadro tiburón, el 3 de enero de 2019 es anunciado como nuevo entrenador de Colón de Santa Fe, siendo la primera vez que entrena un equipo argentino, dirigiendo solo cinco partidos antes de su destitución. 

#### Bicampeonato con Junior
El 4 de mayo sería nuevamente anunciado como técnico del Junior tras el despido de Luis Fernando Suárez luego de una racha de nueve partidos sin ganar en liga y la eliminación en Copa Libertadores 2019. Es la novena vez que Comesaña se hizo cargo de esta tarea en el Junior de Barranquilla,  luego — mes y medio después, el 12 de junio de 2019, Junior ganaría su noveno campeonato con el Torneo Apertura 2019 ante el Deportivo Pasto, el tercero bajo el mando de Julio Comesaña, logrando así el bicampeonato. Para el Torneo Finalización 2019, el conjunto tiburón vuelve a disputar la final del campeonato, pero terminó siendo derrotado por el América de Cali el 7 de diciembre. El 11 de septiembre de 2020, Junior ganó la Superliga de Colombia 2020 tras derrotar 0-2 a América de Cali en Cali. El conjunto tiburón se tomó cierta revancha de la última final, ganando por segunda vez este torneo. El 14 de septiembre Julio Comesaña dio un paso al costado renunciando como técnico del equipo tiburón. Comesaña cerró su novena etapa tras dirigir 53 partidos, de los cuales ganó 24, empató 15 y perdió en 14. Además, se reafirmó como el técnico más ganador de la historia del club con cinco títulos, entre ellos tres de Liga (1993, 2018 y 2019).

#### Supuesto retiro como entrenador
El máximo directivo de Junior, Antonio Char confirmó que Julio Comesaña había tomado la decisión de retirarse como entrenador. Sin embargo, su hijo desmintió su retiro y otras informaciones, explicando que Julio todavía no dio por terminada su carrera como DT.

#### Independiente Medellín
El 7 de septiembre de 2021 fue confirmado como nuevo entrenador del Independiente Medellín, asumiendo su cuarto ciclo con el DIM. El 14 de mayo de 2022 alcanzó los 300 partidos dirigiendo al poderoso de la montaña. El 17 de junio de 2022 se oficializó por parte del club la salida del entrenador tras la eliminación en los cuadrangulares y no tener la posibilidad de pasar a la final.

#### Club Junior de Barranquilla
El 11 de septiembre de 2022 arrancó su décima etapa al mando del Junior FC. El 2 de noviembre el cuadro tiburón cayó 2-0 ante Millonarios y terminó subcampeón de Copa Colombia 2022. Unos días después se confirmó su salida del equipo, con el Junior de Barranquilla complicado en los cuadrangulares semifinales.

## Clubes

### Como jugador
| Club                   | País              | Año               | Partidos    | Goles       |
| ---------------------- | ----------------- | ----------------- | ----------- | ----------- |
| Racing                 | Uruguay           | 1967-1968         | 1           | 0           |
| Gimnasia de La Plata   | Argentina         | 1969-1970         | 29          | 1           |
| Kimberley              | Argentina         | 1971              | 11          | 0           |
| Millonarios            | Colombia          | 1972-1973         | 26          | 0           |
| Junior                 | Colombia          | 1973              | 25          | 2           |
| Danubio                | Uruguay           | 1974              | Desconocido | Desconocido |
| Ferro Carril Oeste     | Argentina         | 1974              | 4           | 0           |
| Junior                 | Colombia          | 1975-1979         | 210         | 7           |
| Unión Magdalena        | Colombia          | 1980              | Desconocido | Desconocido |
| Independiente Medellín | Colombia          | 1980-1981         | 44          | 0           |
| Consolidado total      | Consolidado total | Consolidado total | 350         | 10          |

### Otros cargos
| Club                   | País     | Año       | Rol               |
| ---------------------- | -------- | --------- | ----------------- |
| Independiente Medellín | Colombia | 1998-2002 | Mánager           |
| Selección Colombia     | Colombia | 2011      | Asistente técnico |

### Como técnico
| Club                   | País      | Año       |
| ---------------------- | --------- | --------- |
| Independiente Medellín | Colombia  | 1982-1986 |
| Deportivo Cali         | Colombia  | 1987      |
| Guaraní                | Paraguay  | 1988      |
| Deportivo Pereira      | Colombia  | 1988      |
| Danubio                | Uruguay   | 1990      |
| Junior                 | Colombia  | 1991      |
| Independiente Medellín | Colombia  | 1992      |
| Junior                 | Colombia  | 1992-1994 |
| Santa Fe               | Colombia  | 1995-1996 |
| Deportes Tolima        | Colombia  | 1996      |
| Unión Española         | Chile     | 1996      |
| Junior                 | Colombia  | 1997      |
| Unicosta               | Colombia  | 1998      |
| Independiente Medellín | Colombia  | 2000      |
| Junior                 | Colombia  | 2002      |
| Santa Fe               | Colombia  | 2003-2004 |
| Deportivo Cuenca       | Ecuador   | 2005      |
| Real Cartagena         | Colombia  | 2006      |
| Junior                 | Colombia  | 2008-2009 |
| Deportivo Pereira      | Colombia  | 2011      |
| Deportivo Cali         | Colombia  | 2012      |
| Patriotas Boyacá       | Colombia  | 2013-2014 |
| Junior                 | Colombia  | 2014      |
| Sud América            | Uruguay   | 2015-2016 |
| Racing                 | Uruguay   | 2016      |
| River Plate            | Uruguay   | 2017      |
| Junior                 | Colombia  | 2017      |
| Junior                 | Colombia  | 2018      |
| Colón                  | Argentina | 2019      |
| Junior                 | Colombia  | 2019-2020 |
| Independiente Medellín | Colombia  | 2021-2022 |
| Junior                 | Colombia  | 2022      |

## Estadísticas como entrenador
Actualizado hasta el último partido dirigido, día 13 de noviembre de 2022.
| Club                                 | Partidos Dirigidos |
| ------------------------------------ | ------------------ |
| Independiente Medellín               | 308                |
| Deportivo Cali                       | 80                 |
| Guaraní                              | Desconocido        |
| Deportivo Pereira                    | 28                 |
| Danubio                              | 26                 |
| Junior                               | 618                |
| Santa Fe                             | 76                 |
| Deportes Tolima                      | 15                 |
| Unión Española                       | 2                  |
| Unicosta                             | Desconocido        |
| Deportivo Cuenca                     | 20                 |
| Real Cartagena                       | 17                 |
| Patriotas Boyacá                     | 20                 |
| Sud América                          | 15                 |
| Racing Montevideo                    | 3                  |
| River Plate                          | 6                  |
| Colón                                | 5                  |
| Total Partidos Dirigidos (1982-2022) | 1.239              |

## Palmarés

### Como jugador
| Título                | Equipo                 | País     | Año  |
| --------------------- | ---------------------- | -------- | ---- |
| Campeonato colombiano | Millonarios            | Colombia | 1972 |
| Campeonato colombiano | Junior de Barranquilla | Colombia | 1977 |
| Copa Colombia         | Independiente Medellín | Colombia | 1981 |

### Como entrenador
| Título                | Equipo                 | País     | Año  |
| --------------------- | ---------------------- | -------- | ---- |
| Campeonato colombiano | Junior de Barranquilla | Colombia | 1993 |
| Copa Colombia         | Junior de Barranquilla | Colombia | 2017 |
| Torneo Finalización   | Junior de Barranquilla | Colombia | 2018 |
| Torneo Apertura       | Junior de Barranquilla | Colombia | 2019 |
| Superliga de Colombia | Junior de Barranquilla | Colombia | 2020 |

### Distinciones individuales
| Distinción                                          | Año  |
| --------------------------------------------------- | ---- |
| Mejor Director Técnico de Colombia (diario El País) | 2018 |
| Mejor Director Técnico de Colombia (diario El País) | 2019 |

## Influencia sociocultural
Una pieza artística para Barranquilla
El monumento denominado Ventana de Campeones fue donado al club Junior junto a los jugadores y entrenadores más importantes de su historia. Todo desencadenado por la promesa de un orgulloso empresario de la ciudad al entonces DT Julio Comesaña por lograr un bicampeonato en 2019. El diseño escogido por votación popular es un pórtico rectangular cuyo vano tiene forma de aleta de tiburón, por lo que popularmente es conocido como la Aleta. Entre otros se encuentra en su entorno el busto de Julio Comesaña, el técnico que más campeonatos ha ganado con el club.

## Controversias
En 2006 en pleno partido entre el Real Cartagena dirigido por Comesaña y el Cúcuta Deportivo de Jorge Luis Pinto el uruguayo le propinó un puño en el rostro al colombiano tras un discusión entre ambos.
Tras 49 años Comesaña regresó al Racing Montevideo, equipo en el que había debutado como jugador. Como entrenador tan solo dirigió en 3 oportunidades ya que renunció tras recibir amenazas de muerte.

“Racing es un sentimiento. Uno quiere hacer cosas porque hay gente muy valiosa, hay una cantidad de hinchas que en la cancha alientan. Este no es un tema futbolístico. Si Racing no gana, yo tendré que explicar por qué. Ese sí es mi trabajo, pero cuando empiezan este tipo de cosas me desacomodan. Yo sé cómo soy yo, yo no aguanto mucho, soy de reaccionar. Uno acá tiene el tejido pegado, es un cara a cara. No se trata ni de denunciar, ni de ser un alcahuete sino de decir las cosas para tratar de tener una estrategia preventiva, algo hay que hacer.”
Declaraciones de Julio Comesaña.

Durante el torneo finalización 2019 al culminar un partido entre Junior y Deportivo Cali, Comesaña agredió al finalizar el partido al entrenador argentino Lucas Pusineri.
Para el año 2020 el exjugador argentino Cristian Carnero acusó a Comesaña de haberle cobrado un dinero para que fuera titular en la temporada 2005 cuando se encontraban en el Deportivo Cuenca de Ecuador.

“Él quería traer sus jugadores como pasa hoy en día. El representante me llamó para pedirme plata, no sé quien más le dio para poder seguir en el equipo. Yo le dije que no le pienso dar plata y me fui”, “El entrenador que hace eso es pillo, son los representantes los que piden. Te dicen que hay algún interés y que del préstamo, les toca tanto”
El jugador Cristian Carnero sobre la situación vivida con Julio Comesaña.